# Perfecte (pel·lícula)
Perfecte és una pel·lícula estatunidenca dirigida per James Bridges, estrenada l'any 1985, amb John Travolta i Jamie Lee Curtis. La pel·lícula està basada en una sèrie d'articles apareguts en la revista Rolling Stone al final dels anys 1970, fent la crònica sobre la popularitat dels clubs per posar-se en forma els solters de Los Angeles. Ha estat doblada al català

## Argument
El periodista Adam Lawrence de Rolling Stone és enviat de Nova York a Los Angeles per escriure un article sobre un home de negocis detingut per tràfic de drogues. Durant la seva estada a Los Angeles, Adam veu  l'ocasió de reunir el material per un altre article sobre com els centres de fitness han esdevingut els bars per solters en els anys 1980.
Visita The Esport Connexion, un gimnàs popular on coneix la monitora Jessie Wilson i li demana una entrevista. Havent tingut una mala experiència amb la premsa quan era nadadora de competició, Jessie refusa.
Adam s'apunta al club i comença a fer preguntes sobre les parelles que s'hi han format. Alguns, com Linda, són massa francs i expliquen les seves experiències amb el sexe oposat...

## Repartiment
- John Travolta: Adam Lawrence
- Jamie Lee Curtis: Jessie Wilson
- Jann Wenner: Mark Roth
- Marilu Henner: Sally
- Laraine Newman: Linda
- Anne De Salvo: Frankie
- Mathew Reed: Roger
- Stefan Gierasch: Charlie
- Tom Schiller: amic de Carly Simon
- Paul Kent: Judge
- Murphy Dunne: Peckerman
- Kenneth Welsh: Joe McKenzie
- Laurie Burton: Mrs. McKenzie
- Ann Travolta: Mary
- Nanette Pattee-Francini: Nanette
- Robin Samuel: Robin
- Rosalind Allen: Sterling
- Chelsea Field: Randy
- Dan Lewk: Steve
- Kenny Griswold: Kenny

## Rebuda
La pel·lícula va ser un fracàs total tant pel públic com per la crítica. John Travolta va haver nominat als premis Razzie com a  pitjor actor, Marilu Henner, pitjor segon paper femení i finalment pitjor guió.